# Артур Карр (вершник)
Артур Карр (англ. Arthur Carr, 26 липня 1910 — 1 вересня 1986) — британський вершник.
Бронзовий призер Олімпійських Ігор 1948 року в командному конкурі.